# 초토화
초토화 정책(焦土化 政策, 영어: scorched-earth policy)은 전쟁에 있어 적에게 유용하게 사용될 가능성이 있는 모든 것을 파괴하는 전략이다. 식품, 교통체계, 정보통신, 산업기반, 심지어 전투 지역에 거주하는 인간까지, 적에 의해 사용되었거나 사용될 수 있는 모든 자산을 그 목표로 한다. 적의 영토에 진입한 군대가 초토화를 수행할 수도 있고, 자국 영토에 대해 초토화를 수행할 수도 있다. 작전 전략상의 이유보다는 정치 전략상의 이유로 행해지는 징벌적 파괴공작이 초토화에 수반될 수 있으나, 그 둘이 일치한다고 할 수는 없다. 초토화 작전의 유명한 사례로는 제2차 세계 대전 당시 이오시프 스탈린의 독소전쟁, 미국 남북전쟁 당시 윌리엄 테쿰세 셔먼의 대행진, 보어 전쟁에서의 키치너 장군, 나폴레옹의 러시아 원정 당시 러시아측의 대응 등이 있다. 넓은 의미에서 청야전술도 이에 해당된다고 볼 수 있다.
분쟁 지역의 민간인의 식량 공급을 파괴하는 전략은 1977년 제네바 조약의 제1의정서 54번 문서에서 금지되었다. 관련 구절은 다음과 같다.

It is prohibited to attack, destroy, remove, or render useless objects indispensable to the survival of the civilian population, such as foodstuffs, agricultural areas for the production of foodstuffs, crops, livestock, drinking water installations and supplies, and irrigation works, for the specific purpose of denying them for their sustenance value to the civilian population or to the adverse Party, whatever the motive, whether in order to starve out civilians, to cause them to move away, or for any other motive.
금지되었긴 하지만, 초토화는 군사적 관례로서 여전히 흔히 발생하고 있다. 의정서는 의정서를 비준한 국가에 대해서만 적용된다. 의정서를 비준하지 않은 주요한 국가로는 미국, 이스라엘, 이란, 파키스탄이 있다.

## 같이 보기
- 청야 전술